# Edvard Hoem

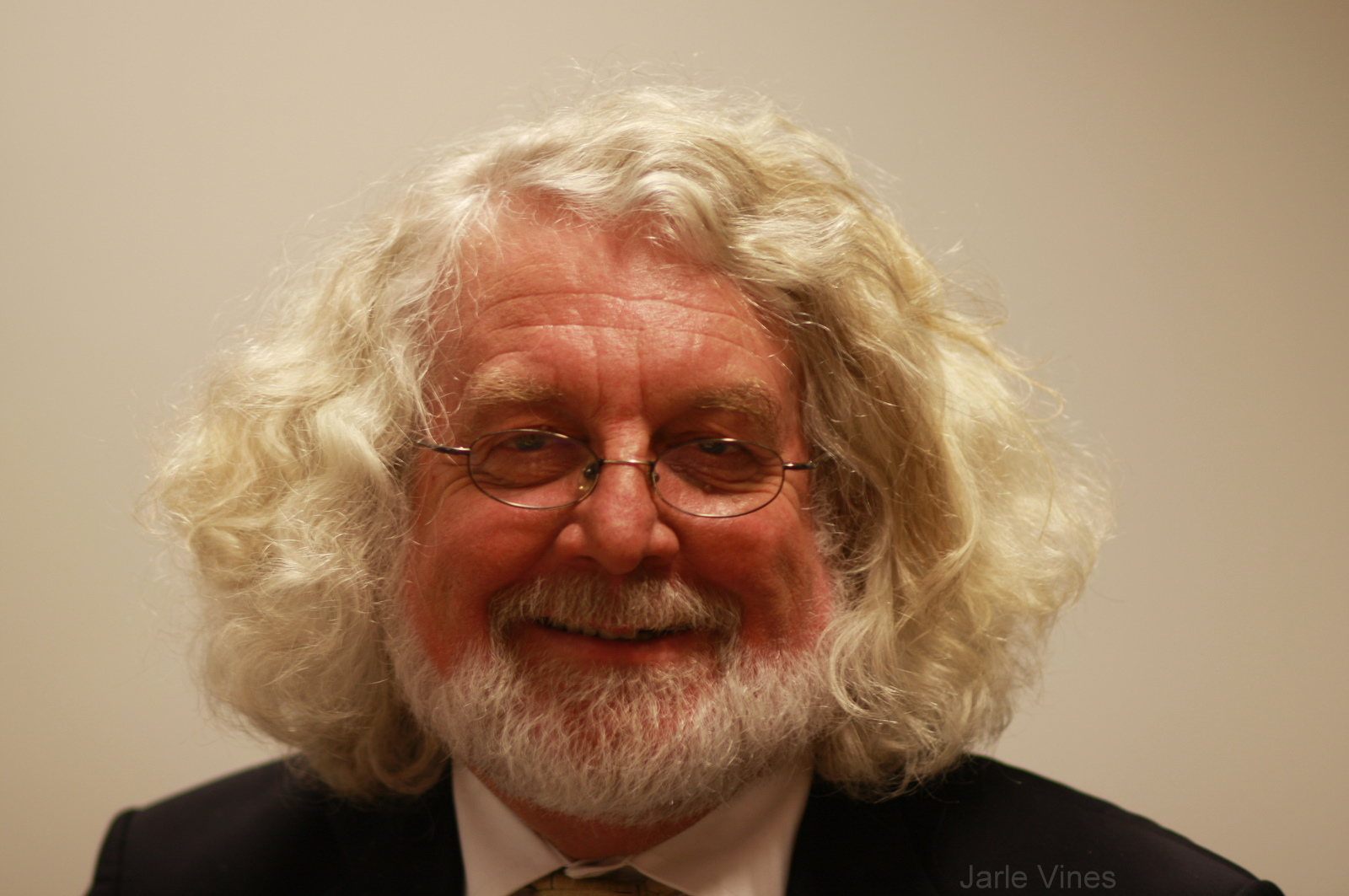
Edvard Hoem 2010

Edvard Hoem (* 10. März 1949 in Fræna, Møre og Romsdal) ist ein norwegischer Schriftsteller.
Hoems Vater war Laienprediger, und die Bibel und das Gesangbuch gehörten zum Alltag seiner sechs Kinder. Als junger Mann rebellierte Edvard Hoem gegen seinen persönlichen Hintergrund und bezeichnete sich viele Jahre als „gottlos“. In den 1970er Jahren engagierte er sich zudem in der kommunistischen AKP. Dennoch sagt er, dass gewisse Bibeltexte ihn seit seinen schriftstellerischen Anfängen geprägt hätten.
Mit 18 zog Hoem nach Oslo und veröffentlichte 1969 seine erste Gedichtsammlung Som grønne musikantar. Als 25-Jähriger schaffte er in Norwegen den schriftstellerischen Durchbruch mit dem Roman Kjærleikens ferjereiser (dt. Fährfahrten der Liebe, 1987). Seitdem hat er eine Reihe Romane, Dramen, Gedichte und Psalmen geschrieben. Er arbeitet auch als Übersetzer. Von 1997 bis 1999 war Hoem Direktor am Theater Teateret vårt in Molde.
Hoem schreibt auf Nynorsk.

## Werke
- Som grønne musikantar (1969)
- Landet av honning og aske (1970)
- Anna Lena (1971)
- Kvinnene langs fjorden (1973)
- Kjærleikens ferjereiser (1974)
  - Fährfahrten der Liebe (Aus dem Norweg. von Ebba D. Drolshagen) Wolfgang Butt Verlag, Mönkeberg 1987, ISBN 3-926099-02-X
- Musikken gjennom Gleng og Tusen fjordar, tusen fjell (1977)
- Gi meg de brennende hjerter. Melding fra Petrograd (1978)
- Der storbåra bryt (1979)
- Fjerne Berlin (1980)
- Du er blitt glad i dette landet (1982)
- God natt, Europa (1982)
- Lenins madam (1983)
- Prøvetid (1984)
- Heimlandet. Barndom (1985)
  - Heimatland. Kindheit (Aus dem Norweg. von Ebba B. Drolshagen) Insel-Verlag, Frankfurt am Main u. Leipzig 2009, ISBN 978-3-458-17427-1
- Ave Eva (1987)
- Landkjenning Romsdal (1987)
- Sankt Olavs skrin (1989)
- Til ungdommen. Nordahl Griegs liv (1989)
- I Tom Bergmanns tid (1991)
- Årstidene (1991)
- Engelen din, Robinson (1993)
- Meisteren og Mirjam (1995)
- Tid for klage tid for dans (1996)
- Frøken Dreyers musikkskole (2001)
- Audun Hestakorn (2002)
- Den fattige gud (2003)
- Kristuskonfigurasjonar (2003)
- Roerne i Christiania (2003)
- Kom fram, fyrste! (2004)
- Mors og fars historie (2005)
  - Die Geschichte von Mutter und Vater (Aus dem Norweg. von Ebba B. Drolshagen) Insel-Verlag, Frankfurt am Main u. Leipzig 2007, ISBN 978-3-458-17359-5
  - Die Geschichte von Mutter und Vater (Aus dem Norweg. von Ebba B. Drolshagen) Suhrkamp, Frankfurt am Main 2009, ISBN 978-3-518-46045-0
- Faderen.  Peder Bjørnson forsvarer seg (2007)
- Mikal Hetles siste ord (2007)
- Villskapens år. Bjørnstjerne Bjørnson. 1832-1875 (2009)
- Vennskap i storm. Bjørnstjerne Bjørnson. 1875-1889 (2010)
- Syng mig hjæm. Bjørnstjerne Bjørnson. 1890-1899 (2011)